# 克罗地亚-斯洛文尼亚农民起义

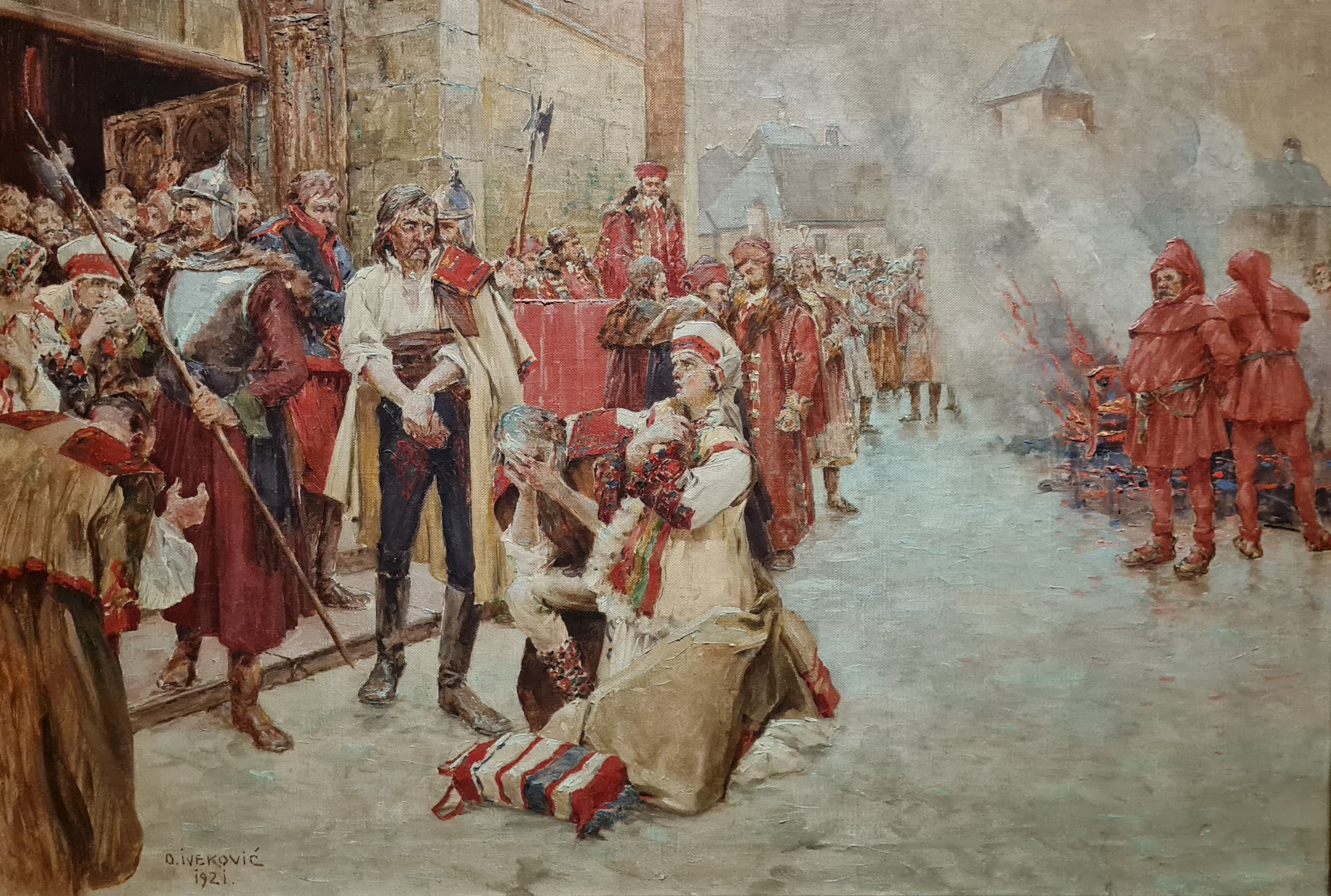
画家奥托·伊万科维奇笔下的马蒂亚·古贝茨殉难图

克罗地亚-斯洛文尼亚农民起义（Croatian–Slovene peasant revolt, Croatian Peasant Revolt of 1573），是1573年发生的克罗地亚农民反对克罗地亚的封建领主统治的起义运动（现领土属于克罗地亚和斯洛文尼亚），起义于1月爆发，2月9日被封建贵族军队最终镇压。

## 过程
16世纪中，克罗地亚的封建领主迫于奥斯曼帝国进攻军事压力，大幅增加对农奴产出的征收，导致当地农民于1573年1月起义，并成立马蒂亚·古贝茨领导的农民政府，要求抵抗土耳其人的进攻和建立农民政权；同时，伊里亚·古戈里奇指挥起义军攻占克罗地亚一些地区，并与斯洛文尼亚农民起义军汇合，进攻西部。但之后由于军备过差，一万余起义部队最终被镇压，马蒂亚·古贝茨被俘，在萨格勒布圣马克大教堂前广场被用一顶灼红的铁冠戴在头上烧死。